# Яшкинский
Яшкинский — посёлок в Яшкинском районе Кемеровской области России. Административный центр Дубровского сельского поселения.

## География
Посёлок находится в северной части Кемеровской области, в подтаёжной зоне, западнее посёлка городского типа Яшкино, административного центра района. Абсолютная высота — 247 метров над уровнем моря.

### Часовой пояс
Посёлок Яшкинский, как и вся Кемеровская область, находится в часовой зоне МСК+4. Смещение применяемого времени относительно UTC составляет +7:00.

## Население
| 2010 |
| ---- |
| 993  |

Гендерный состав
По данным Всероссийской переписи населения 2010 года в гендерной структуре населения мужчины составляли 45 %, женщины — соответственно 55 %.
Национальный состав
Согласно результатам переписи 2002 года, в национальной структуре населения русские составляли 87 %.

## Инфраструктура
В посёлке функционируют детский сад, фельдшерско-акушерский пункт (структурное подразделение Яшкинской районной больницы), дом культуры и библиотека.

## Улицы
Уличная сеть посёлка состоит из десяти улиц.